# Casa Buti
Die Casa Buti war eine Künstlerherberge im Rom des 19. Jahrhunderts. Ihre Adresse war die Via Sistina 48–51. Betrieben wurde die Herberge von Camillo und Anna Maria Buti.
Zu den Künstlern und Wissenschaftlern, die dort gewohnt haben, gehören:
- Wilhelm von Humboldt
- Adolf Senff
- Bertel Thorvaldsen
- Christian Daniel Rauch
- Julius Schoppe
- Heinrich Lengerich
- Karl Wilhelm Wach

Der Maler Heinrich Lengerich heiratete die Tochter Olympia Buti (1804–?) und ging mit ihr zurück nach Deutschland. Auch der Bildhauer Julius Troschel – Gast seit 1834 – heiratete 1838 eine Tochter seiner Wirte, Vittoria Buti (1801–?). Er blieb allerdings in Rom. Unglücklich traf es die Tochter Elena Buti, sie wollte Rudolf Schadow heiraten, durch seinen frühen Tod 1822 kam es aber nicht mehr dazu.